# Titularbistum Pegae
Pegae (ital.: Pege oder Spiga; lat.: Pegaeus oder Spigacensis) ist ein Titularbistum der römisch-katholischen Kirche. Es geht zurück auf einen untergegangenen Bischofssitz in der antiken und byzantinischen Stadt Pegai, die in der römischen Provinz Asia bzw. Hellespontus auf der asiatischen Seite der Dardanellen lag. Der Bischofssitz war der Kirchenprovinz Cyzicus zugeordnet. Seit 1364 wird diese Stadt Biga genannt.

## Titularbischöfe von Pegae
| Titularbischöfe von Pegae |                             |                                                                                       |                    |                  |
| Nr.                       | Name                        | Amt                                                                                   | von                | bis              |
| 1                         | Stanisław Jacek Święcicki   | Weihbischof in Samogitien (Polen-Litauen)                                             | 20. März 1651      | 8. Februar 1677  |
| 2                         | Gaspar Gasparini OFMConv    |                                                                                       | 5. April 1677      | 22. August 1705  |
| 3                         | Agostino Steffani           | Apostolischer Vikar des Apostolisches Vikariats Ober- und Niedersachsen (Deutschland) | 13. September 1706 | 12. Februar 1728 |
| 4                         | Michael Collins             | Koadjutorbischof von Cloyne und Ross (Irland)                                         | 24. April 1827     | 11. August 1830  |
| 5                         | Edward Joseph Byrne         | Weihbischof in Dublin (Irland)                                                        | 19. August 1920    | 28. August 1921  |
| 6                         | Francis Gilfillan           | Koadjutorbischof von Saint Joseph (USA)                                               | 8. Juli 1922       | 17. März 1923    |
| 7                         | Alphonse-Osias Gagnon       | Weihbischof in Sherbrooke (Kanada)                                                    | 23. Mai 1923       | 23. Juni 1927    |
| 8                         | Bernard James Sheil         | Weihbischof in Chicago (USA)                                                          | 25. März 1928      | 5. Juni 1959     |
| 9                         | Innocenzo Alfredo Russo OFM | Weihbischof in Bovino (Italien)                                                       | 9. Dezember 1959   | 12. Februar 1973 |